# Мовілень (Ботошань)
Мовілень, Мовілені (рум. Movileni) — село у повіті Ботошані в Румунії. Входить до складу комуни Кончешть.
Село розташоване на відстані 413 км на північ від Бухареста, 43 км на північ від Ботошань, 131 км на північний захід від Ясс.

## Населення
За даними перепису населення 2002 року у селі проживали 378 осіб, усі — румуни. Усі жителі села рідною мовою назвали румунську.